# Ateneu Tarraconense de la Classe Obrera
L'Ateneu Tarraconense de la Classe Obrera és una entitat de Tarragona creada l'any 1863 amb l'objectiu de tenir un centre on les classes populars disposessin d'un espai d'oci, educació i cultura.
Va ser fundat al número 2 del carrer Abat, a la cantonada amb el carrer Major per iniciativa de diversos tarragonins., com Clarà, tipògraf; Mezquida, pintor; Reyes, dependent de comerç; Bru, picapedrer; Bonet, paleta; Delgado, escombrer, Vendrell, mestre d'escola: Ferrater, ebenista; Montagut, barber; Baradat, enquadernador; Lluch, llauner; Mallol, conserge de l'ajuntament. La idea havia sorgit de les tertúlies del Cafè del Josepet de la Rambla Vella.